# Cycas annaikalensis
Cycas annaikalensis é uma espécie de cicadófita do género Cycas da família Cycadaceae, nativa da Costa do Malabar. Esta espécie foi descrita em 2006.